# Гутаров, Денис Владимирович
Денис Владимирович Гутаров (16 октября 1980, Ярославль — 1 октября 2022) — российский офицер Танковых войск Российской Федерации, гвардии полковник, начальник оперативного отделения штаба 4-й гвардейской танковой дивизии 1-й танковой армии Западного военного округа. Герой Российской Федерации (2022, посмертно).

## Биография
Родился 16 октября 1980 года в городе Ярославле. В 1997 году завершил обучение в Ярославской средней общеобразовательной школе № 11.
В 1998 году поступил в Рязанский институт Воздушно-десантных войск. Позднее переведён в Дальневосточный военный институт в городе Благовещенск Амурской области. С 2002 года, по окончании учёбы, начал служить в 467-м гвардейском окружном учебном центре младших специалистов Московского военного округа в городе Ковров Владимирской области. Батальон под его руководством одним из первых освоил боевую бронированную гусеничную машину пехоты БМП-3.
В дальнейшем проходил службу в Забайкальском крае. Направлялся в командировку в Латинскую Америку, где в течение нескольких месяцев обучал военнослужащих армии Венесуэлы устройству и эксплуатации БМП-3. Владел английским и испанским языками. В течение двух лет являлся участником миротворческой операции в Приднестровье на должности коменданта района с повышенным режимом безопасности города Бендеры.
В 2018 году завершил обучение в Общевойсковой академии Вооружённых сил Российской Федерации. Был назначен командиром танкового батальона 13-го гвардейского танкового полка 4-й гвардейской танковой дивизии Западного военного округа. Позднее переведён на должность начальника оперативного отделения штаба 4-й гвардейской танковой дивизии Западного военного округа.
С февраля 2022 года принимал участие в российском вторжении на Украину, в ходе которого погиб 1 октября того же года: по одним данным — в результате артиллерийского удара по пункту управления в ходе боя, по другим — в результате авианалета при перемещении пункта управления.
Похоронен на федеральном военном мемориале «Пантеон защитников Отечества» в Мытищинском районе Московской области.
Указом Президента Российской Федерации (закрытым) от 14 декабря 2022 года «за мужество и героизм, проявленные при исполнении воинского долга», гвардии полковнику Денису Владимировичу Гутарову было присвоено звание «Герой Российской Федерации» (посмертно).

## Память
- В Ярославле 16 октября 2023 года на здании средней общеобразовательной школы № 11 открыта мемориальная доска в честь Героя[3].
- Имя Дениса Гутарова увековечено в Благовещенске на стеле героев-выпускников ДВОКУ имени Маршала Советского Союза К. К. Рокоссовского[источник не указан 114 дней].
- Именем Гутарова названа одна из улиц в Ярославле[4].